# مونا فریمن
 مونا فریمن (انگلیسی: Mona Freeman؛ ۹ ژوئن ۱۹۲۶ – ۲۳ مهٔ ۲۰۱۴) یک هنرپیشه اهل ایالات متحده آمریکا بود. وی بین سال‌های ۱۹۴۴ تا ۱۹۷۲ میلادی فعالیت می‌کرد.
از فیلم‌ها یا برنامه‌های تلویزیونی که وی در آن نقش داشته است می‌توان به وارثه اشاره کرد.

## مرگ
فریمن پس از یک بیماری طولانی در خانه اش در بورلی هیلز درگذشت. 